# Gasparo Zanetti
Gasparo Zanetti (* nach 1600; † um 1660) war ein italienischer Violinpädagoge, Komponist und Herausgeber des Barock, der im Raum Mailand lebte und wirkte.

## Leben und Wirken
Gasparo Zanettis Lebensdaten lassen sich lediglich durch seine bekannten Werke eingrenzen. 1626 veröffentlichte er eine zweistimmige Fassung einer ursprünglich dreistimmigen Kanzone eines Komponisten namens G.D. Rivolta. Vor allem wurde Zanetti bekannt durch seine wichtigste Überlieferung, ein von ihm als Violinschule zusammengestelltes Werk, der „Il scolaro di Gasparo Zannetti per imparar a suonare di violino, et altri stromenti. Nuovamente dato in luce, ove si contengono gli veri principii dell’arie, passi e mezzi, sartarelli, gagliarde, zoppe, balletti, alemane, et correnti, accompagnate con tutte le quattro parti cioe canto, alto, tenore e basso. Con una nuova aggiunta d’intavolatura de numeri non più datti alla stampa, solo che dal detto Zannetti, la qual servirà ancora à tutte le sudette quattro parti [...].“, welches er 1645 bei Carlo Camagno in Mailand veröffentlichen ließ. Vermutlich handelt es sich bei diesem, im frühen 19. Jahrhundert durch den musikforschenden Arzt Peter Lichtenthal wiederentdeckten und beschriebenen Druck um eine zweite Auflage. Alle Tänze tragen als Überschrift, dem damaligen Brauch entsprechend, die Namen Mailänder Adelsfamilien oder von Musikern.
Von pädagogischem Interesse ist die Tatsache, dass jedem Tanz eine Tabulatur beigefügt ist, die den Fingersatz (alle in der ersten Lage) für alle Streichinstrumente angibt, sowie die Buchstaben «P» für Aufstrich (pontar in sù) und «T» für Abstrich (tirare in giù), nach dem Vorbild, wie es Francesco Rognoni Taeggio in seinem Selva di varii passagi... von 1620 vorgibt. Derzeit sind lediglich zwei Exemplare dieses Druckes bekannt, die sich im Besitz der  Bibliothèque de France in Paris und in der Biblioteca del Conservatorio in Florenz befinden.